# Irving Green
Irving B. Green, auch Irvin (sein Geburtsname) oder kurz Irv, genannt Rip, (* 6. Februar 1916 in Brooklyn; † 1. Juli 2006 in Palm Springs, Kalifornien) war ein US-amerikanischer Plattenproduzent, Gründer und Präsident von Mercury Records.

## Leben
Green kam aus armen Verhältnissen. Er wuchs in der West Side von Chicago auf und studierte zwei Jahre an der St. Johns University, bevor ihn die Große Depression zum Abbruch des Studiums zwang. Zunächst arbeitete er im Malereibetrieb seines Vaters, dann in einer Firma, die hydraulische Pressen herstellte und Metall stanzte. Da diese auch in der Plattenproduktion eingesetzt wurden, beschloss er selbst Schellack-Platten herauszugeben. 1945 gründete er aus kleinen Anfängen Mercury Records in Chicago, zusammen mit Berle Adams (1917–2009) und Arthur Talmadge. Neben Pop veröffentlichten sie früh Jazz. Wegen ihrer begrenzten Mittel als Independent-Label setzten sie für die Promotion statt auf Radioübertragungen wie die großen Platten-Labels, darauf zunächst in das Repertoire der Jukeboxen aufgenommen zu werden. Außerdem pressten sie in der Zeit des Zweiten Weltkriegs, als Schellack rationiert war, ihre Platten in Plastik, was zudem den Vorteil hatte, dass diese nicht zerbrachen (im Gegensatz zu Schellack). Zu den erfolgreichen Musikern in seiner Zeit bei Mercury gehörten Patti Page (Tennessee Waltz), Frankie Laine, Vic Damone, The Platters (Only You, The Great Pretender), Lester Flatt und Earl Scruggs (Foggy Mountain Breakdown), Brook Benton, Lesley Gore (It´s My Party) und The Four Seasons und im Jazz Dinah Washington, Sarah Vaughn und andere.
Er war einer derjenigen, die 1948 zur Aufhebung des Verbots der American Federation of Music von Live-Musikerauftritten im Fernsehen sorgten. Bald danach überzeugte er Ed Sullivan, in seiner TV Show auch Blues- und Jazzmusiker zu präsentieren (insbesondere die bei Mercury unter Vertrag standen) und sorgte damit mit dafür, dass farbige Musiker aus diesen Bereichen im Fernsehen live auftraten. Als Nat King Cole mit seiner Show 1957 Probleme mit den Einschaltquoten hatte, sorgte er für einen Auftritt von Frankie Laine in dessen Show ohne Bezahlung, was möglicherweise einer der ersten gemeinsamen Auftritte eines farbigen und weißen Sängers im Fernsehen war.
Green spielte 1964 eine Vorreiterrolle, als er Quincy Jones (der um 1955 als Arrangeur für Dinah Washington zuerst zu Mercury kam) als ersten Afroamerikaner zum Vizedirektor machte und damit in die Führung eines Major-Labels brachte. Jones war schon seit 1955 beim Label beschäftigt und zuvor 1961 von Green zum A & R in der New Yorker Dependance gemacht worden war.
In seiner Plattenfirma war er dafür bekannt, dass er im Gegensatz zu anderen großen Plattenfirmen den Künstlern das Copyright an ihren Kompositionen und Texten überließ – er war nur an den Plattenveröffentlichungen interessiert und nicht an den Rechten an Kompositionen oder Notenpublikationen.
1962 verkaufte er seine Plattenfirma an Philips, leitete sie aber noch bis 1967. Danach ging er in das Immobiliengewerbe, zunächst im Iran, wo er mit seinem Partner Bill Levitt 18.000 Wohnungen im Südiran baute, bis er nach dem Sturz des Schahs 1979 vertrieben wurde (und seine Firma verstaatlicht), und dann in Palm Springs in Kalifornien (Landau Development). Er liegt in Cathedral City, (Kalifornien) begraben.
1952 war er einer der Gründer der Recording Industry Association of America. Für seine Beiträge zur Beseitigung von Rassenschranken in der Musikindustrie wurde er 2006 in den Gold Circle der National Academy of Television Arts & Sciences (Region Pacific-Southwest) aufgenommen.
Er war verheiratet und hatte zwei Töchter.